# Peter von Heidenstam

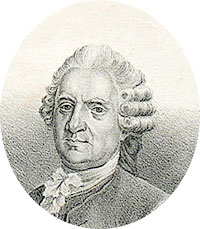
Peter von Heidenstam.

Peter von Heidenstam, före adlandet 1770 Petersen, född 11 augusti 1708 i Heide, Dithmarschen, död 8 januari 1783 i Stockholm, var en tysk-svensk läkare. Han var far till Gerhard von Heidenstam.
Heidenstam blev medicine doktor 1736 i Frankfurt an der Oder. Han följde 1743 med kronföljaren, senare kung Adolf Fredrik, till Sverige. Men redan året därpå for han till Tyskland, sedan han hade utnämnts till medicine professor i Kiel. Han återvände dock till Sverige 1747 för att tjänstgöra som förste livmedikus hos Adolf Fredrik. Han blev arkiater 1752 och adlades 1770 med namnet von Heidenstam.